# Marciano Silva
Marciano Silva Peralta fue un militar y cantautor mexicano que participó en la Revolución mexicana. Nació en Tilzapotla, Morelos, cerca de Puente de Ixtla aunque siempre radicó en Tlaltizapán porque sus padres trabajaban en la Hacienda de Treinta. En 1912 se incorporó al movimiento zapatista como soldado de infantería, quedando inválido en uno de los combates. Logró permanecer en los campamentos gracias al apoyo que le daba el general Eufemio Zapata. Se dedicó a escribir las epopeyas de los distintos zapatistas y a cantarlas en los campamentos revolucionarios. Realizó parodias populares y en sus corridos narró las principales batallas y hazañas zapatistas, tales como "El Rebelde de Morelos", "Soy zapatista del Estado de Morelos", "Historia de la muerte del general Emiliano Zapata",  "La Toma de Chinameca", "La Toma de Cuautla" y "La Toma de Chilpancingo". Unos de sus primeros corridos fueron los de "Quinto de Oro", "La Muerte de Cartón", "Las Comadritas", "El Corrido de Cirilo Serna", "El Vergel de Margarita". Murió el 6 de febrero de 1944 en Cuautla, Morelos.